# Ennio Meloni
Ennio Meloni (Carbonia, 19 settembre 1976) è un autore televisivo, pubblicitario e commediografo italiano.

## Biografia
Comincia a scrivere professionalmente nel 1998 quando viene assunto presso la redazione di AUT (mensile LGBT edito dal Circolo di cultura omosessuale Mario Mieli) dove si occupa principalmente di società, costume e spettacolo.
In seguito all'esperienza giornalistica ha modo di sperimentare la scrittura creativa nel settore pubblicitario lavorando dal 2000 al 2002, in qualità di copywriter, presso le agenzie Saatchi&Saatchi e J. W. Thompson di Roma e nel 2001 entra nell'ADCI Annual con la campagna Gay Village per il Comune di Roma. Prosegue la sua esperienza in campo pubblicitario fino al 2003 quando affianca Furio Andreotti in qualità di autore. Insieme ad Andreotti con e per la Gialappa's Band segue in qualità di autore Lucia Ocone e Paola Cortellesi partecipando a sette diverse edizioni di Mai Dire. Sempre nel 2003 collabora, insieme a Lucilla Lupaioli, alla stesura del testo teatrale Darkroom in scena all'interno della rassegna di teatro omosessuale Garofano Verde per la regia di Furio Andreotti, protagonista Claudio Santamaria. Insieme a Paola Cortellesi firma Nessun dorma e Non perdiamoci di vista e inoltre le partecipazioni dell'artista a Parla con me. Nel 2005 firma il programma cult Cronache marziane condotto da Fabio Canino.
Nel 2006 lavora come autore ai reality La fattoria e Reality Circus condotti da Barbara D'Urso. Nel 2008 partecipa, sempre in qualità di autore, al Dopofestival con Elio e le Storie Tese, insieme a Furio Andreotti con e per Lucia Ocone.
Dal 2006 al 2010 ha lavorato in qualità di autore nel programma Quelli che il calcio condotto da Simona Ventura. Dal 2008 al 2009 ha curato il programma Protagoniste condotto da Anna Galiena, Marina Terragni, Ilaria Inglieri e Valeria Graci. Dal 2010 al 2012 è stato fra gli autori de Quelli che il calcio condotto prima da Simona Ventura, poi da Victoria Cabello e in seguito da Nicola Savino. Ha firmato anche i programmi Due sul divano, Settima dimensione condotto da Sabrina Nobile e Trash condotto da Enrico Montesano.
Ha lavorato in numerosi altri format, dai talk ai talent show, per Rai, Mediaset, LA7 e Sky ed è stato uno degli autori del programma di Mtv Loveline, condotto da Angela Rafanelli.
È stato autore anche di G'Day condotto da Geppi Cucciari e sempre in qualità di autore ha lavorato alla seconda edizione di Sostiene Bollani condotto da Stefano Bollani. 
Nel 2015 ha partecipato alla scrittura della maratona televisiva Telethon, in onda su Rai 1.
Dal 1º aprile 2016 è uno degli autori del programma di Rai 1 Laura & Paola con Laura Pausini e Paola Cortellesi. 

## Teatro
- Darkroom, regia di Furio Andreotti, con Claudio Santamaria (2003)

## Televisione
- Mai dire Gol (Italia 1, 2003)
- Nessundorma (Rai 2, 2003)
- Non perdiamoci di vista (Rai 2, 2003)
- Parla con me (Rai 3, 2003)
- Nessundorma (Rai 2, 2005)
- Cronache marziane (Italia 1, 2005)
- La fattoria (Canale 5, 2006)
- Reality Circus (Canale 5, 2006)
- Quelli che il calcio (Rai 2, 2006-2009)
- Parla con me (Rai 3, 2008)
- Non perdiamoci di vista (Rai 3, 2008)
- Dopofestival di Sanremo 2008 (Rai Uno, 2008)
- Protagoniste (Canale Lei, 2008-2009)
- Quelli che il calcio (Rai 2, 2010-2012)
- Sex Education Show (Fox Life, 2010-2011)
- G'Day (LA7, 2012-2013)
- Sostiene Bollani (Rai 3, 2013)
- Quelli che il calcio (Rai 2, 2013-2016)
- Telethon (Rai 1, 2015)
- Laura & Paola (Rai 1, 2016)
- Bring the Noise (Italia 1, 2016)
- Zecchino d'Oro 2016 (Rai 1, 2016)
- Isola dei famosi (Canale 5, 2017)
- 90 Special (Italia 1, 2018)
- Balalaika - Dalla Russia col pallone (Canale 5, 2018)
- All Together Now (Canale 5, 2019)
- Eurogames (Canale 5, 2019)
- Voglio essere un mago! (Rai 2, 2020)
- Isola dei famosi (Canale 5, 2021)
- Star in the Star (Canale 5, 2021)
- Isola dei famosi (Canale 5, 2022)
- Sex (Rai 3, 2022)
- Non sono una signora (Rai 2, 2022)